# Heretsried
Heretsried – miejscowość i gmina w Niemczech, w kraju związkowym Bawaria, w rejencji Szwabia, w regionie Augsburg, w powiecie Augsburg, wchodzi w skład wspólnoty administracyjnej Welden. Leży w Parku Natury Augsburg – Westliche Wälder, około 12 km na północny zachód od Augsburga.

## Dzielnice
W skład gminy wchodzą następujące dzielnice:
- Heretsried
- Lauterbrunn

## Polityka
Wójtem gminy jest Josef Carteau z FWV Lauterbrunn, poprzednio urząd ten obejmował Helmut Schuster, rada gminy składa się z 12 osób.
|      | UWG | FWV Lauterbrunn | Razem |
| 2008 | 6   | 6               | 12    |
| 2002 | 6   | 6               | 12    |